# Данилов, Юрий Георгиевич
Юрий Георгиевич Данилов — советский хозяйственный, государственный и политический деятель, генерал-лейтенант.

## Биография
Родился в 1924 году в Нижнем Новгороде. Член КПСС.
Участник Великой Отечественной войны. С 1943 года — на хозяйственной, общественной и политической работе. В 1943—1991 гг. — оперуполномоченный, старший оперуполномоченный, заместитель начальника Сормовского райотдела УМГБ по Горьковской области, заместитель начальника, начальник районных отделов МГБ Латвийской ССР, заместитель начальника отдела, заместитель начальника управления, начальник Управления КГБ по Горьковской области.
Делегат XXV, XXVI и XXVII съездов КПСС.
Умер в Нижнем Новгороде в 1996 году.